# Cerodontha hirtipennis
Cerodontha hirtipennis är en tvåvingeart som beskrevs av Mitsuhiro Sasakawa 1977. Cerodontha hirtipennis ingår i släktet Cerodontha och familjen minerarflugor.
Artens utbredningsområde är Taiwan. Inga underarter finns listade i Catalogue of Life.